# Wynand Malan
Wynand Charl Malan (né à Port Elizabeth, Afrique du Sud, le 25 mai 1943) est un avocat et un homme politique d'Afrique du Sud, issu de la communauté afrikaner, membre successivement du Parti national (1973-1987), du mouvement national démocratique (1988-1989) et du parti démocratique (1989-1994). Membre du parlement pour la circonscription de Randburg (1977-1990), il est commissaire au sein de la Commission Vérité et Réconciliation (1995-1997).

## Biographie
Il est un des nombreux descendants de huguenots français et est issu d'une famille nationaliste de Port Elizabeth. Son père, David Malan, un proche de John Vorster, était un des membres du mouvement crypto-nazi Ossewa Brandwag (sentinelles des chars à bœufs) durant la Seconde Guerre mondiale et interné à ce titre.
Après une enfance et une adolescence passée à Johannesbourg, Wynand Malan, fréquente l'université de Pretoria où il obtient en 1963 un baccalauréat en droit et en 1965 un LLB en droit. Il travaille alors dans le cabinet d'avocats de son père, Van Wyk de Vries, Malan et Steyn, à Johannesbourg dont il devient partenaire.
En 1973, Malan participe à la formation de Jeugbond, le mouvement de jeunesse du parti national (NP) et est élu chef du Jeugbond de la province du Transvaal. En 1975, il est élu président de la section du NP de Randburg. Lors des élections générales sud-africaines de 1977, il est élu député de Randburg sous les couleurs du NP reprenant alors le siège au parti progressiste fédéral (PFP).
Partisan de l'aile réformatrice du parti national, il estime Pieter Botha trop timoré sur ses réformes constitutionnelles du début des années 80, critique l'état d'urgence en 1984 et réclame des transformations radicales. En janvier 1987, Malan démissionne du NP et se prononce pour l'égalité des droits pour tous en Afrique du Sud, quels que soient son origine et son groupe racial. Lors des élections générales sud-africaines de 1987, il se présente sous l'étiquette « indépendant » et est réélu. Convaincu de l'échec de l'apartheid, il fonde alors, avec d'anciens membres du PFP, le Mouvement national démocratique (NDM), dont il devient le chef lors de la conférence nationale du parti en 1988. Il participe aux pourparlers avec le PFP et le Parti indépendant visant à créer un groupe parlementaire libéral unifié. En 1989, ces discussions aboutissent à la formation du parti démocratique (DP) dirigé par un triumvirat composé de Wynand Malan, Denis Worrall (Parti indépendant) et Zach de Beer (PFP). Le DP affiche un programme libéral favorable à l'économie de marché et à l'égalité des droits au sein d'une Afrique du Sud décentralisée. Lors des élections générales sud-africaines de 1989, il est réélu contre Glenn Babb, un médiatique et ancien ambassadeur d'Afrique du Sud au Canada, alors directeur-général adjoint du département des affaires étrangères, considéré comme un successeur potentiel aux fonctions ministérielles de Pik Botha.
En 1990, estimant que la voie des réformes vers l'égalité des droits est irréversible, Malan démissionne de son siège de député de Randburg et de la troïka du DP. Il apporte son soutien à Marthinus van Schalkwyk, candidat du parti national, pour lui succéder.
En 1994, Wynand Malan siège à la commission vérité et réconciliation présidée par Desmond Tutu enquêtant sur les crimes commis au nom de l'apartheid mais aussi au nom de la lutte contre l'apartheid.

## Sources
- Biographie
- Biographie, Beeld, 12 juillet 1990